# Jooseppi Julius Mikkola

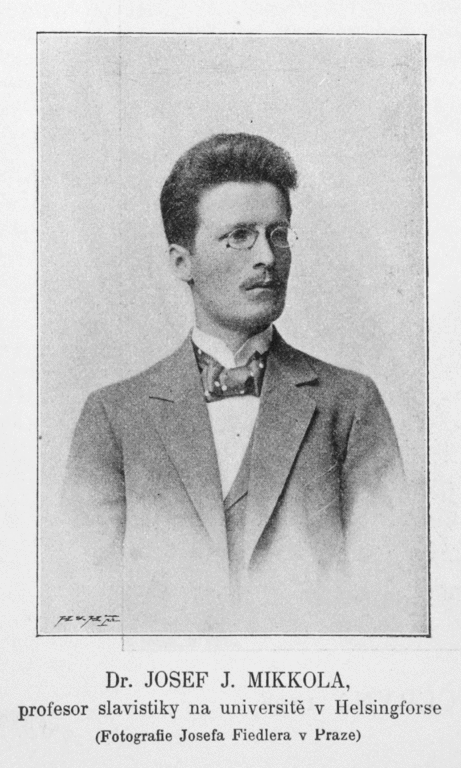
J. J. Mikkola w 1898 r.

Jooseppi Julius Mikkola (ur. 6 lipca 1866 w Ylöjärvi zm. 28 września 1946 w Helsinkach) – fiński językoznawca-slawista.

## Życiorys
Urodził się w rodzinie chłopskiej. Początkowo studiował sanskryt, fennistykę i komparatystykę indoeuropejską (m.in. w Uppsali pod kierunkiem Adolfa Noreena). Językami słowiańskimi zainteresował się bliżej już po uzyskaniu dyplomu magisterskiego z indologii i językoznawstwa historyczno-porównawczego.
Slawistyka była niewątpliwie głównym, acz nie jedynym polem badawczym Mikkoli. Za jedną z podstawowych jego prac uchodzi już jego rozprawa doktorska Slavische Lehnwörter in den westfinnischen Sprachen (1893). W 1896 r. Mikkola odbył wycieczkę badawczą do Słowińców. Zebrane wśród nich teksty z opracowaniem akcentuacji i wokalizmu opublikował w 1897 r. Były to już rzeczywiście ostatnie chwili dla przeprowadzenia badań, gdyż ostatni Słowińcy mówiący swoim językiem zginęli bądź zmarli w latach I wojny światowej. W 1899 r. Mikkola wydał rozprawę o zachodniosłowiańskim systemie akcentowym i iloczasowym, która w dużej mierze była kontynuacją i rozszerzeniem obserwacji poczynionych wśród Słowińców.
W 1900 r. został profesorem nadzwyczajnym filologii słowiańskiej w Helsinkach, a w 1921 r. profesorem zwyczajnym. Studentom slawistyki najbardziej znana jest jego trzytomowa synteza Urslavische Grammatik (t. 1 [akcent, samogłoski]: 1913; t. 2 [spółgłoski]: 1942; t. 3 [morfologia] wydany pośmiertnie: 1950).
Mniej powszechnie natomiast wiadomo, że zasłużył się także dla turkologii publikując Die Chronologie der türkischen Donaubulgaren (w: Journal de la Société Finno-Ougrienne 30 [1913]: 1-25), którym to studium zainicjował dyskusję nad nazewnictwem osobowym chanów bułgarskich, wykazując, że osobliwe, niesłowiańskie imiona w odkrytej w 1866 r. liście chanów dadzą się objaśnić turkijskimi nazwami lat w tzw. kalendarzowym cyklu zwierzęcym i turkijskimi liczebnikami.
O uznaniu, jakim Mikkola cieszył się w świecie slawistycznym, świadczy fakt, że Uniwersytet w Lipsku zaproponował mu objęcie katedry języków słowiańskich po śmierci Augusta Leskiena (1840–1916). Mikkola propozycji jednak nie przyjął, ponieważ nie chciał opuszczać Finlandii, tym bardziej, że żoną jego była Maila Talvio, pisarka, tłumaczka literatury polskiej i działaczka kulturalna.

## Literatura
- Aalto P.: Oriental studies in Finland 1828–1918, Helsinki 1971.
- Eren H.: Türklük bilimi sözlügü, I: Yabanci Türkologlar, Ankara 1998.
- Hovdhaugen E. et al.: The history of linguistics in the Nordic countries, Jyväskylä 2000.
- Korhonen M.: Finno-Ugrian language studies in Finland 1828–1918, Helsinki 1986.